# Alfredo Sánchez Monteseirín
Alfredo Sánchez Monteseirín (La Rinconada, 25 de septiembre de 1957) es un político español, alcalde socialista de la ciudad de Sevilla de 1999 a 2011.

## Biografía
Nació en 1957 en La Rinconada, una ciudad situada a pocos kilómetros de la capital andaluza (Sevilla). En 1963, sus padres se mudan a Sevilla.
Estudió en los Escolapios donde su padre fue profesor durante más de veinte años. Más tarde se licenció en Medicina y Cirugía por la Facultad de Medicina de la Universidad de Sevilla.
Practicó la medicina en diversos hospitales de la ciudad y la provincia. Tras completar su especialización en gestión hospitalaria en la Escuela de Alta Dirección y Administración (EADA) de Barcelona y obtener plaza por oposición como médico inspector del Instituto Nacional de la Salud  fue transferido al Servicio Andaluz de Salud, como Asesor técnico de Planificación y Programación Sanitaria, enseñó Medicina Social y Comunitaria en la Escuela Universitaria de Trabajo Social de Sevilla.
Funcionario de carrera de la Escala de Médicos Inspectores del Cuerpo Sanitario del extinguido Instituto Nacional de Previsión, es actualmente Médico Inspector de la Subdirección General de Inspección de Servicios Sanitarios de la Junta de Andalucía, fue designado en 2011 como funcionario experto en materia de Cooperación y Armonización de la Acción Local en Salud y asignado como investigador principal en el Instituto de Salud Carlos III, organismo de investigación e innovación del Ministerio de Economía y Competitividad del Gobierno de España, donde por encargo de la Consejería de Salud de la Junta de Andalucía y como funcionario experto en acción local trabajó en la elaboración de contenidos didácticos sobre salud urbana y salud pública local para sus centros de formación e innovación en Salud y como profesor colaborador de la Escuela Nacional de Sanidad y la UNED. En febrero de 2016 ganó el concurso para el puesto funcionarial PLD de Subdirector de Inspección de Servicios Sanitarios de Andalucía.

## Carrera política
Alfredo Sánchez Monteseirín se integra muy pronto en el PSOE y orienta su carrera política hacia las responsabilidades locales y provinciales. Es concejal del municipio de Burguillos  entre 1979 y 1987. Paralelamente hace su entrada en la Diputación Provincial de Sevilla. Ocupa un escaño de diputado provincial entre 1983 y 1995, periodo durante el que posee diversos puestos y responsabilidades. Diputado Provincial de Sanidad, y posteriormente también de Asuntos Sociales entre 1983 y 1993. Es elegido Portavoz del Grupo Socialista en la Diputación Provincial de Sevilla de 1991 a 1995, y después es nombrado vicepresidente de la institución, como responsable del Área de Promoción Económica entre 1993 y 1995. A partir de 1995 es presidente de la Diputación Provincial de Sevilla. Posteriormente es elegido presidente de la Federación Andaluza de Municipios y Provincias.
Entre 1999 y 2011 fue Alcalde de Sevilla durante tres legislaturas aunque no con mayoría absoluta. Es por tanto el alcalde de la capital de Andalucía que más tiempo ha ocupado este cargo, no sólo en la etapa democrática, sino desde que se instauraron las alcaldías modernas en el siglo XIX.
En las elecciones municipales de 1999 (%Votos: PP 35,85%, PSOE-A 35,21%, PA 17,64%, IULV-CA 7,7%) es investido como alcalde de Sevilla tras un acuerdo de gobierno entre el Partido Socialista Obrero Español y el Partido Andalucista.
En las elecciones municipales de 2003 (%Votos: PSOE-A 38,63%, PP 35,16%, PA 12,33%, IULV-CA 8,97%) el PSOE obtiene la mayoría simple con 14 concejales, dos más que en 1999.
En las elecciones municipales de 2007 (%Votos: PP 41,84%, PSOE-A 40,46%, IULVCPA 8,37%) en las que obtuvo 15 concejales, uno más que en 2003, y en las que aunque con menos votos que el Partido Popular consiguió su tercer mandato haciendo coalición con IU.
En 2011 no se presentó a la reelección, volviendo a su plaza de funcionario Médico Inspector de Servicios Sanitarios (ver biografía).

### Actuaciones del Ayuntamiento bajo su mandato
Entre las principales actividades realizadas bajo su mandato se pueden reseñar:
- La construcción del Metro-centro, la línea de tranvía que transita por la Avenida de la Constitución.
- La creación de una red de carriles de circulación para ciclistas ("carril bici").
- Las finalización de las obras de la primera línea del metro cuyo proyecto comenzó en 1974, antes de las primeras elecciones democráticas municipales.
- Reurbanización y reforma de la Alameda de Hércules.
- La construcción de 15.000 viviendas de protección oficial VPO.
- La peatonalización de amplias zonas del centro histórico, como la Plaza Nueva, la avenida de la Constitución, la calle San Fernando o el entorno de La Alfalfa y en zonas significativas de la ciudad como las calles Asunción en Los Remedios y San Jacinto en Triana
- Ordenación de la circulación del tráfico del centro histórico regulando el acceso de vehículos privados.
- El proyecto Metropol-Parasol en la Plaza de la Encarnación, también conocidas como las "setas".